# Alex Lowes
Alexander Thomas "Alex" Lowes (Lincoln, Inglaterra, 14 de septiembre de 1990) es un piloto de motociclismo británico que corre en el Campeonato Mundial de Superbikes con el equipo Bimota by Kawasaki Racing Team, siendo tercero en 2019. Fue campeón del Campeonato Británico de Superbikes en 2013 con una Honda CBR1000RR para el equipo Samsung Honda y vencedor de las 8 Horas de Suzuka en 2016, 2017 y 2018, y segundo en 2019 con Yamaha.
Es el hermano gemelo del también piloto de motociclismo Sam Lowes.

## Biografía
Nació en Lincoln, Inglaterra, Lowes comenzó a competir en motocicletas a la edad de 6 años. En 1998 cambió a motorcross y corrió allí hasta 2001, compitiendo en varios campeonatos alrededor de Inglaterra. En 2002 hizo el cambio a las carreras de carretera en el Campeonato de la JRA, corriendo una Cagiva terminando 2.º en la general. En 2003 corrió en el Campeonato de Aprilia Superteens a pesar de tener solo 12 años de edad al comienzo de la temporada. A pesar de que todos los demás participantes en el campeonato tenían entre 13 y 19 años de edad, Lowes logró terminar 4.º en general.
En 2004, pasó al Campeonato GP125 MRO, también corrió en dos carreras del campeonato alemán, y una carrera del Campeonato Británico, al final del año acabó subcampeón en el campeonato GP125, incluyendo una victoria en el Circuito de Pembrey en Gales. Al año siguiente cambió al campeonato británico de 125cc, corriendo allí hasta 2006, también hizo su debut en el Campeonato del Mundo de 125cc como wildcard en Donington Park, pero no terminó la carrera, en 2007 cambió al Campeonato Británico de Supersport montando una Honda CBR600RR, fue el corredor más joven en el campeonato en el momento de hacer algunos buenos resultados como un 10.º lugar en Thruxton y Croft, acabando detrás de varios pilotos experimentados en el campeonato.

### Superstock: 2008–2010
Para el 2008, pasó al Campeonato Europeo Superstock 600 pilotando una Kawasaki para el equipo Kawasaki Italia obtuvo un 2.º puesto como mejor resultado, terminando 16.º en la general, en 2009 pasó al Campeonato FIM Superstock 1000 montado en una MV Agusta para el equipo de fábrica, luchó durante la temporada, terminando en los puntos dos veces, y él y el equipo se perdieron la última carrera de la temporada, debido a que Harley-Davidson propietaria de MV Agusta decidió poner la marca a la venta. Sus lucha continuó en 2010, cuando firmó con un nuevo equipo de Suzuki, pero el equipo quebró antes de que comenzara la temporada, después de esto recibió una oferta del equipo Seton Tuning Yamaha y terminó 12.º en la clasificación final con 41 puntos, a pesar de faltar en 3 carreras, También hizo su debut en el Campeonato Británico de Superbikes montando una KTM en la entonces nueva clase EVO él terminó 35.º con 1 punto. También hizo su debut como Wildcard en el Campeonato Mundial de Supersport montando una Yamaha, en Silverstone pero se retiró debido a un accidente en la carrera.

## Estadísticas

### Campeonato Mundial de Supersport

#### Por temporada
| Temp. | Cat. | Moto   | Equipo            | Carreras | Victorias | Podios | Poles | V.Rap. | Pts | Pos |
| ----- | ---- | ------ | ----------------- | -------- | --------- | ------ | ----- | ------ | --- | --- |
| 2010  | SSP  | Yamaha | Seton Interceptor | 1        | 0         | 0      | 0     | 0      | 0   | NC  |
| Total |      |        |                   | 1        | 0         | 0      | 0     | 0      | 0   |     |

#### Carreras por año
(Carreras en negrita indica pole position, carreras en cursiva indica vuelta rápida)
| Año  | Moto   | 1   | 2   | 3   | 4   | 5   | 6   | 7   | 8   | 9   | 10      | 11  | 12  | 13  | Pos. | Pts |
| ---- | ------ | --- | --- | --- | --- | --- | --- | --- | --- | --- | ------- | --- | --- | --- | ---- | --- |
| 2010 | Yamaha | AUS | POR | SPA | NED | ITA | RSA | USA | SMR | CZE | GBR Ret | GER | ITA | FRA | NC   | 0   |

### Campeonato del Mundo de Motociclismo

#### Por temporada
| Temp. | Cat.   | Moto   | Equipo                | Carreras | Victorias | Podios | Poles | V.Ráp. | Pts | Pos  |
| ----- | ------ | ------ | --------------------- | -------- | --------- | ------ | ----- | ------ | --- | ---- |
| 2006  | 125cc  | Honda  | Double Vision Racing  | 1        | 0         | 0      | 0     | 0      | 0   | NC   |
| 2016  | MotoGP | Yamaha | Monster Yamaha Tech 3 | 2        | 0         | 0      | 0     | 0      | 3   | 24.º |
| Total |        |        |                       | 3        | 0         | 0      | 0     | 0      | 3   |      |

#### Carreras por año
(Carreras en negrita indica pole position, carreras en cursiva indica vuelta rápida)
| Año  | Clase  | Moto   | 1   | 2   | 3   | 4   | 5   | 6   | 7   | 8   | 9       | 10  | 11  | 12     | 13      | 14      | 15  | 16  | 17  | 18  | Pos. | Pts |
| ---- | ------ | ------ | --- | --- | --- | --- | --- | --- | --- | --- | ------- | --- | --- | ------ | ------- | ------- | --- | --- | --- | --- | ---- | --- |
| 2006 | 125cc  | Honda  | SPA | QAT | TUR | CHN | FRA | ITA | CAT | NED | GBR Ret | GER | CZE | MAL    | AUS     | JPN     | POR | VAL |     |     | NC   | 0   |
| 2016 | MotoGP | Yamaha | QAT | ARG | AME | SPA | FRA | ITA | CAT | NED | GER     | AUT | CZE | GBR 13 | RSM Ret | ARA DNS | JPN | AUS | MAL | VAL | 24.º | 3   |

### Campeonato Mundial de Superbikes

#### Por temporada
| Temp. | Moto                   | Equipo                             | Carreras | Victorias | Podios | Poles | V.Rap. | Pts  | Pos   |
| ----- | ---------------------- | ---------------------------------- | -------- | --------- | ------ | ----- | ------ | ---- | ----- |
| 2011  | Honda CBR1000RR        | Castrol Honda                      | 4        | 0         | 0      | 0     | 0      | 1    | 33.º  |
| 2014  | Suzuki GSX-R1000       | Voltcom Crescent Suzuki            | 24       | 0         | 2      | 0     | 2      | 139  | 11.º  |
| 2015  | Suzuki GSX-R1000       | Voltcom Crescent Suzuki            | 26       | 0         | 1      | 0     | 0      | 135  | 10.º  |
| 2016  | Yamaha YZF-R1          | Pata Yamaha Official WorldSBK Team | 24       | 0         | 0      | 0     | 1      | 131  | 12.º  |
| 2017  | Yamaha YZF-R1          | Pata Yamaha Official WorldSBK Team | 26       | 0         | 4      | 0     | 0      | 242  | 5.º   |
| 2018  | Yamaha YZF-R1          | Pata Yamaha Official WorldSBK Team | 25       | 1         | 4      | 1     | 0      | 248  | 6.º   |
| 2019  | Yamaha YZF-R1          | Pata Yamaha Official WorldSBK Team | 37       | 0         | 9      | 0     | 2      | 341  | 3.º   |
| 2020  | Kawasaki Ninja ZX-10RR | Kawasaki Racing Team WorldSBK      | 24       | 1         | 4      | 0     | 1      | 189  | 6.º   |
| 2021  | Kawasaki Ninja ZX-10RR | Kawasaki Racing Team WorldSBK      | 30       | 0         | 5      | 0     | 0      | 213  | 8.º   |
| 2022  | Kawasaki Ninja ZX-10RR | Kawasaki Racing Team WorldSBK      | 35       | 0         | 4      | 0     | 2      | 272  | 6.º   |
| 2023  | Kawasaki Ninja ZX-10RR | Kawasaki Racing Team WorldSBK      | 30       | 0         | 1      | 0     | 0      | 149  | 11.º  |
| 2024  | Kawasaki Ninja ZX-10RR | Kawasaki Racing Team WorldSBK      | 35       | 2         | 12     | 1     | 1      | 316  | 4.º   |
| 2025  | Bimota KB998           | Bimota by Kawasaki Racing Team     | 9        | 0         | 0      | 0     | 0      | 34*  | 14.º* |
| Total |                        |                                    | 329      | 4         | 46     | 2     | 9      | 2410 |       |

- * Temporada en curso.

#### Carreras por año
(Carreras en negrita indica pole position, carreras en cursiva indica vuelta rápida)
| Año  | Marca  | 1       | 1       | 2      | 2       | 3      | 3      | 4       | 4      | 5      | 5      | 6       | 6       | 7       | 7       | 8       | 8       | 9       | 9       | 10      | 10      | 11      | 11      | 12      | 12     | 13      | 13      | Pos. | Pts |
| Año  | Marca  | R1      | R2      | R1     | R2      | R1     | R2     | R1      | R2     | R1     | R2     | R1      | R2      | R1      | R2      | R1      | R2      | R1      | R2      | R1      | R2      | R1      | R2      | R1      | R2     | R1      | R2      | Pos. | Pts |
| ---- | ------ | ------- | ------- | ------ | ------- | ------ | ------ | ------- | ------ | ------ | ------ | ------- | ------- | ------- | ------- | ------- | ------- | ------- | ------- | ------- | ------- | ------- | ------- | ------- | ------ | ------- | ------- | ---- | --- |
| 2011 | Honda  | AUS     | AUS     | EUR    | EUR     | NED    | NED    | ITA     | ITA    | USA    | USA    | SMR     | SMR     | SPA     | SPA     | CZE 15  | CZE Ret | GBR Ret | GBR Ret | GER     | GER     | ITA     | ITA     | FRA     | FRA    | POR     | POR     | 33.º | 1   |
| 2014 | Suzuki | AUS Ret | AUS 13  | SPA 10 | SPA Ret | NED 9  | NED 2  | ITA 8   | ITA 10 | GBR 3  | GBR 9  | MAL Ret | MAL 9   | SMR Ret | SMR 8   | POR 6   | POR 4   | USA 8   | USA DNS | SPA Ret | SPA 9   | FRA Ret | FRA Ret | QAT 10  | QAT 9  |         |         | 11.º | 139 |
| 2015 | Suzuki | AUS 9   | AUS Ret | THA 7  | THA 3   | SPA NC | SPA 14 | NED Ret | NED 9  | ITA 12 | ITA 10 | GBR 6   | GBR 6   | POR 10  | POR 13  | SMR 12  | SMR Ret | USA 6   | USA Ret | MAL 6   | MAL 8   | SPA 7   | SPA 18  | FRA 8   | FRA 10 | QAT Ret | QAT Ret | 10.º | 135 |
| 2016 | Yamaha | AUS Ret | AUS 14  | THA 6  | THA Ret | SPA 8  | SPA 9  | NED 8   | NED 7  | ITA 11 | ITA 6  | MAL 5   | MAL Ret | GBR DNS | GBR DNS | ITA 13  | ITA 8   | USA 5   | USA 14  | GER 8   | GER Ret | FRA 11  | FRA 19  | SPA Ret | SPA 7  | QAT 7   | QAT 10  | 12.º | 131 |
| 2017 | Yamaha | AUS 4   | AUS 4   | THA 6  | THA 4   | SPA 4  | SPA 13 | NED Ret | NED 5  | ITA 8  | ITA 6  | GBR 3   | GBR 5   | ITA 2   | ITA Ret | USA Ret | USA 9   | GER 6   | GER 5   | POR 18  | POR Ret | FRA 5   | FRA 2   | SPA 4   | SPA 4  | QAT Ret | QAT 3   | 5.º  | 242 |
| 2018 | Yamaha | AUS 6   | AUS 5   | THA 5  | THA 3   | SPA 7  | SPA 4  | NED 12  | NED 14 | ITA 10 | ITA 6  | GBR 4   | GBR 4   | CZE 5   | CZE 1   | USA 3   | USA 4   | ITA Ret | ITA 6   | POR 10  | POR 11  | FRA 18  | FRA 7   | ARG 7   | ARG 6  | QAT 3   | QAT C   | 6.º  | 248 |

| Año  | Marca    | 1       | 1     | 1       | 2       | 2       | 2       | 3      | 3      | 3       | 4       | 4      | 4     | 5       | 5     | 5       | 6       | 6       | 6       | 7       | 7     | 7       | 8       | 8       | 8       | 9      | 9       | 9       | 10    | 10      | 10      | 11      | 11      | 11      | 12    | 12      | 12      | 13      | 13    | 13      | Pos.  | Pts |
| Año  | Marca    | R1      | CS    | R2      | R1      | CS      | R2      | R1     | CS     | R2      | R1      | CS     | R2    | R1      | CS    | R2      | R1      | CS      | R2      | R1      | CS    | R2      | R1      | CS      | R2      | R1     | CS      | R2      | R1    | CS      | R2      | R1      | CS      | R2      | R1    | CS      | R2      | R1      | CS    | R2      | Pos.  | Pts |
| ---- | -------- | ------- | ----- | ------- | ------- | ------- | ------- | ------ | ------ | ------- | ------- | ------ | ----- | ------- | ----- | ------- | ------- | ------- | ------- | ------- | ----- | ------- | ------- | ------- | ------- | ------ | ------- | ------- | ----- | ------- | ------- | ------- | ------- | ------- | ----- | ------- | ------- | ------- | ----- | ------- | ----- | --- |
| 2019 | Yamaha   | AUS 4   | AUS 4 | AUS 5   | THA 3   | THA 3   | THA 3   | SPA 4  | SPA 3  | SPA 5   | NED 4   | NED C  | NED 4 | ITA 7   | ITA 5 | ITA C   | SPA 16  | SPA Ret | SPA 14  | ITA Ret | ITA 2 | ITA 4   | GBR 5   | GBR 6   | GBR 4   | USA 5  | USA 6   | USA 4   | POR 7 | POR 3   | POR 4   | FRA 6   | FRA 6   | FRA 3   | ARG 5 | ARG 5   | ARG 6   | QAT 3   | QAT 3 | QAT 4   | 3.º   | 341 |
| 2020 | Kawasaki | AUS 2   | AUS 4 | AUS 1   | SPA 9   | SPA 7   | SPA 5   | POR 4  | POR 4  | POR Ret | SPA Ret | SPA 6  | SPA 9 | SPA 6   | SPA 6 | SPA 5   | SPA 9   | SPA 7   | SPA 8   | FRA 3   | FRA 2 | FRA 7   | POR 6   | POR Ret | POR Ret |        |         |         |       |         |         |         |         |         |       |         |         |         |       |         | 6.º   | 189 |
| 2021 | Kawasaki | SPA 2   | SPA 2 | SPA 3   | POR 19  | POR 6   | POR 4   | ITA 5  | ITA 5  | ITA 6   | GBR 3   | GBR 14 | GBR 6 | NED Ret | NED 6 | NED 7   | CZE 13  | CZE 7   | CZE 6   | SPA 5   | SPA 5 | SPA 6   | FRA Ret | FRA 3   | FRA Ret | SPA 6  | SPA 4   | SPA Ret | SPA 9 | SPA C   | SPA DNS | POR DNS | POR DNS | POR DNS | ARG 4 | ARG 9   | ARG DNS | INA DNS | INA C | INA DNS | 8.º   | 213 |
| 2022 | Kawasaki | SPA Ret | SPA 6 | SPA 5   | NED Ret | NED Ret | NED 4   | POR 7  | POR 6  | POR 4   | ITA 5   | ITA 8  | ITA 8 | GBR 3   | GBR 5 | GBR 6   | CZE 9   | CZE Ret | CZE DNS | FRA 4   | FRA 4 | FRA 4   | SPA 7   | SPA 3   | SPA Ret | POR 5  | POR 4   | POR 5   | ARG 6 | ARG 5   | ARG 4   | INA 9   | INA 7   | INA 9   | AUS 3 | AUS 4   | AUS 3   |         |       |         | 6.º   | 272 |
| 2023 | Kawasaki | AUS Ret | AUS 4 | AUS Ret | INA 10  | INA 3   | INA 13  | NED 7  | NED 4  | NED 9   | SPA Ret | SPA 5  | SPA 4 | ITA 7   | ITA 6 | ITA Ret | GBR 6   | GBR 6   | GBR 6   | ITA 9   | ITA 7 | ITA Ret | CZE 9   | CZE 7   | CZE 14  | FRA 8  | FRA Ret | FRA DNS | SPA   | SPA     | SPA     | POR 5   | POR Ret | POR DNS | SPA 7 | SPA Ret | SPA DNS |         |       |         | 11.º  | 149 |
| 2024 | Kawasaki | AUS 4   | AUS 1 | AUS 1   | BAR 6   | BAR 5   | BAR 6   | NED 5  | NED 3  | NED Ret | MIS 5   | MIS 3  | MIS 4 | GBR 2   | GBR 5 | GBR 3   | CZE Ret | CZE 3   | CZE 9   | POR 5   | POR 3 | POR 3   | FRA Ret | FRA 2   | FRA 4   | ITA 20 | ITA 2   | ITA 5   | ARA 7 | ARA Ret | ARA DNS | EST 4   | EST 6   | EST 12  | SPA 4 | SPA 3   | SPA 5   |         |       |         | 4.º   | 316 |
| 2025 | Bimota   | AUS 8   | AUS 7 | AUS 8   | POR Ret | POR 13  | POR Ret | NED 11 | NED 11 | NED 6   | ITA     | ITA    | ITA   | CZE     | CZE   | CZE     | MIS     | MIS     | MIS     | GBR     | GBR   | GBR     | HUN     | HUN     | HUN     | FRA    | FRA     | FRA     | ARA   | ARA     | ARA     | EST     | EST     | EST     | SPA   | SPA     | SPA     |         |       |         | 14.º* | 34* |

- * Temporada en curso.

### Resultados en las 8 Horas de Suzuka
| Año  | Equipo                     | Copilotos                               | Moto          | Pos. |
| ---- | -------------------------- | --------------------------------------- | ------------- | ---- |
| 2016 | Yamaha Factory Racing Team | Pol Espargaró Katsuyuki Nakasuga        | Yamaha YZF-R1 | 1.º  |
| 2017 | Yamaha Factory Racing Team | Michael van der Mark Katsuyuki Nakasuga | Yamaha YZF-R1 | 1.º  |
| 2018 | Yamaha Factory Racing Team | Michael van der Mark Katsuyuki Nakasuga | Yamaha YZF-R1 | 1.º  |
| 2019 | Yamaha Factory Racing Team | Michael van der Mark Katsuyuki Nakasuga | Yamaha YZF-R1 | 2.º  |